# Dominik Duka
Dominik Jaroslav Duka O.P. (Hradec Králové, 1943. április 26. –) római katolikus pap, a Prágai főegyházmegye nyugalmazott érseke, bíboros.

## Élete
1968-ban titokban belépett az illegalitásban működő Domonkos-rendbe. 1970. június 22-én szentelték pappá. 1981-ben 15 hónap börtönbüntetésre ítélték vallási tevékenysége miatt. 

### Püspöki pályafutása
II. János Pál pápa 1998. június 6-án nevezte ki a Hradec Králové-i egyházmegye püspökévé. Szentelésére szeptember 26-án került sor. XVI. Benedek pápa 2010. február 13-án kinevezte a Prágai főegyházmegye érsekévé, majd a 2012. február 18-i konzisztóriumon bíborossá kreálta. Részt vett a 2013-as konklávén, amely megválasztotta Ferenc pápát. 2022. május 13-án a Szentatya elfogadta kérelmét és nyugállományba helyezte.

## Magyar kitüntetése
- A Magyar Érdemrend parancsnoki keresztje a csillaggal (2018)